# Tipula (Eumicrotipula) longibasis
Tipula (Eumicrotipula) longibasis is een tweevleugelige uit de familie langpootmuggen (Tipulidae). De soort komt voor in het Neotropisch gebied.